# Дорофей (Поликандриотис)
Митрополи́т Дорофе́й (греч. Μητροπολίτης Δωρόθεος, в миру Ста́врос Поликандрио́тис греч. Σταύρος Πολυκανδριώτης; род. 14 октября 1953, Миконос) — епископ Элладской православной церкви, митрополит Сироский, Тиноский, Андроский, Кеяский, Милоский, Дилоский и Миконоский (с 2001).

## Биография
Родился в октябре 1953 года в Миконосе, в Греции.
Изучал политологию и богословие в Афинском университете, который окончил в 1977 году.
17 июля 1977 года был пострижен в монашество в монастыре Панагия Турлияни на острове Миконос.
31 июля 1977 года митрополитом Дорофеем (Стекасом) был хиротонисан во иеродиакона, а 20 августа 1978 года им же — в сан иеромонаха. С 1977 года служил проповедником Сироской митрополии и с 1988 по 2001 год — куратором издания официального календаря (Ημερολογίου) Элладской православной церкви.
16 декабря 2001 года был хиротонисан в епископский сан и возведён в достоинство митрополита Сироского, Тиноского, Андроского, Кеяского и Милоского.
15 марта 2019 года его титул был изменён на «митрополит Сироский, Тиноский, Андроский, Кеяский, Милоский, Дилоский и Миконоский».